# Ольховцев, Сергей Вячеславович
Сергей Вячеславович Ольховцев (род. 19 октября 1987, Москва) — российский хоккеист, защитник. Хоккейный агент.

## Биография
Воспитанник московского «Динамо», тренер Михаил Слипченко. Начинал играть в командах низших лиг «Динамо-2» (2003/04 — 2005/06), «Капитан» Ступино (2006/07 — 2007/08), ЦСК ВВС и «ЦСК ВВС-2» (Самара, 2008). В сезоне-2008/09 в составе «Металлурга» Лиепая — участник чемпионата Беларуси и чемпион Латвии. В следующем сезоне выступал в высшей лиге России за «Крылья Советов». 11 июля 2010 года перешёл в нижегородское «Торпедо». Провёл 27 матчей в сезоне-2010/11 КХЛ и 34 — в сезоне-2011/12 ВХЛ за фарм-клуб «Саров». В дальнейшем играл в ВХЛ за «Сокол» Красноярск (2012/13) и «Титан» Клин (2012/13 — 2013/14).